# 2K1 Mars

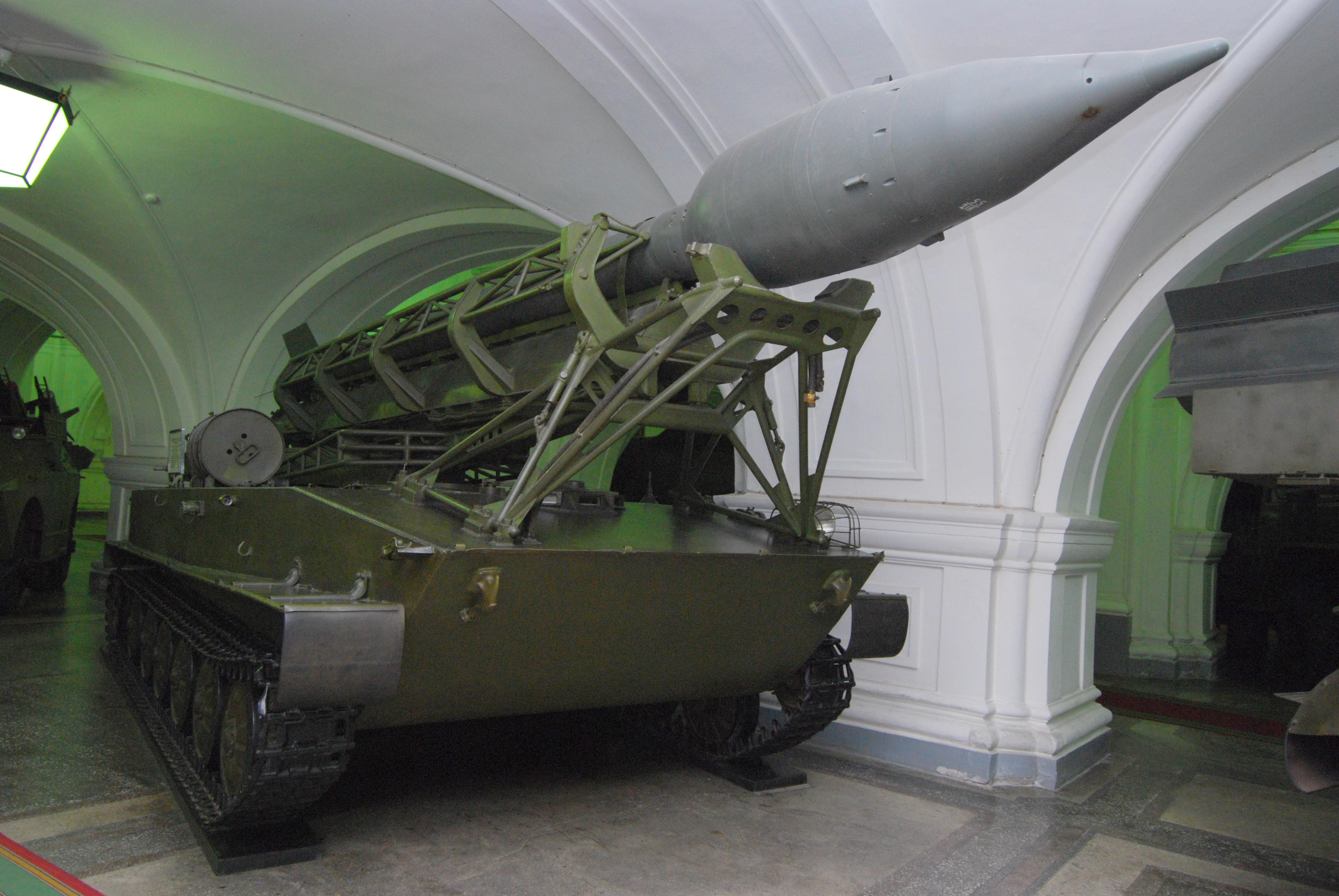
Startfahrzeug 2P2 des Raketenkomplexes 2K1 Mars

2K1 Mars (russisch 2К1 Марс) ist der Name eines der ersten in der damaligen Sowjetunion entwickelten taktischen Raketenkomplexes. Das Waffensystem wurde von 1948 bis 1958 entwickelt. In die Bewaffnung der Sowjetarmee wurde das System 1958 übernommen. Von 1959 bis 1960 wurden insgesamt 25 Startfahrzeuge hergestellt. Bis 1970 wurde der Raketenkomplex aus der Bewaffnung der Sowjetarmee herausgelöst. 

## Bezeichnungen
Die sowjetischen Einsatzgrundsätze unterschieden bei Boden-Boden-Raketen strategische, operative und taktische Raketen. Raketensysteme strategischer Bedeutung wurden in den strategischen Raketentruppen zusammengefasst. Truppenteile, die mit operativ-taktischen Raketenkomplexen mit Reichweiten von mehreren hundert Kilometern ausgerüstet waren, wurden den Armeen bzw. Armeekorps (im Frieden Militärbezirke) zugeordnet. Taktische Raketenkomplexe wurden den motorisierten Schützen- und Panzerdivisionen zugeordnet. Sie dienten der Bekämpfung von Zielen im Verantwortungsbereich der Division und hatten eine Reichweite von bis zu 120 km. Nach Zweckbestimmung und taktisch-technischen Daten wird das System 2K1 als taktischer Raketenkomplex (тактический ракетный комплекс) bezeichnet. Im westlichen Sprachgebrauch wird für derartige Waffensysteme der Begriff Gefechtsfeld-Kurzstreckenrakete oder Battlefield Short Range Ballistic Missile (BSRBM) benutzt.
Der GRAU-Index des Waffensystems ist 2K1, Mars ist der Gebrauchsname. Das Air Standardization Coordinating Committee (ASCC) vergab sowohl für das System als auch die Rakete den Namen Frog-2.

## Entwicklung

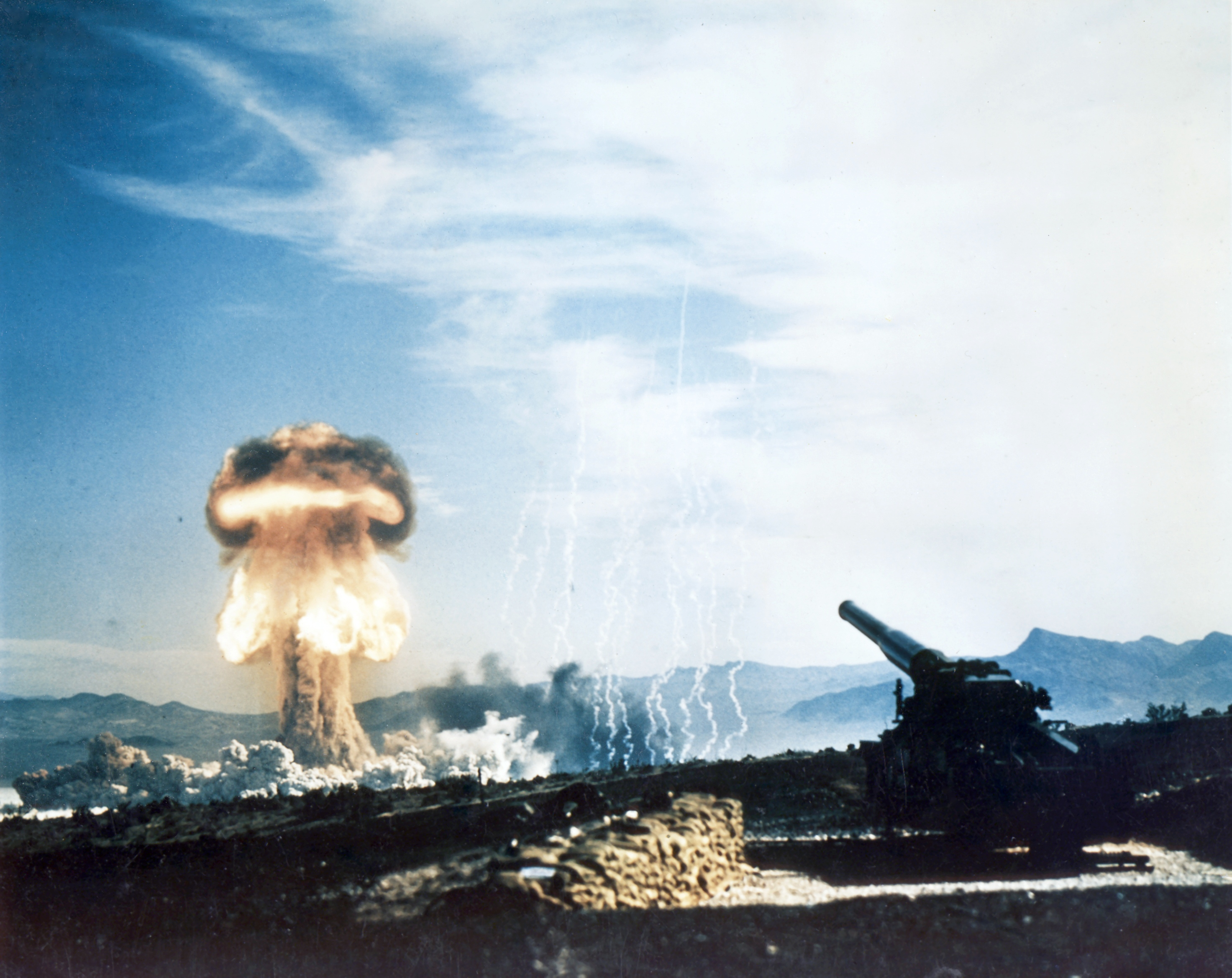
Die 1953 eingeführte 280-mm-Haubitze T-131 war das erste taktische Nuklearwaffensystem der US Army

Gegen Ende der 1940er-Jahre verfügten sowohl die USA als auch die Sowjetunion über Nuklearwaffen. Diese Waffen waren verhältnismäßig groß und schwer, so dass als Träger dieser Waffen nur strategische Bombenflugzeuge zur Verfügung standen. Diese waren jedoch zur Bekämpfung taktischer Ziele auf dem Gefechtsfeld nicht geeignet. Der technologische Fortschritt ließ jedoch bereits zum damaligen Zeitpunkt die Konstruktion von nuklearen Gefechtsköpfen erwarten, die nur wenige hundert Kilogramm wogen. Damit erschien der Einsatz von taktischen Atomwaffen möglich. In den USA wurde 1952 die 280-mm-Haubitze T-131 in Dienst gestellt. Das Geschütz war zum Verschuss von Granaten mit nuklearen Sprengköpfen geeignet. Im Folgejahr begann die Indienststellung der Gefechtsfeldrakete MGR-1 Honest John, die ungelenkte Feststoffraketen mit nuklearen Gefechtsköpfen abfeuern konnte. In der Sowjetunion wurden Vorarbeiten zur Entwicklung nuklearfähiger taktischer Raketen 1948 bis 1951 im Wissenschaftlichen Forschungsinstitut Nr. 1 (НИИ-1) (seit 1967 Moskauer Institut für Wärmetechnik) unter der Führung von N. P. Masurow geleistet, jedoch erst mit der Indienststellung der Honest John wurden die Arbeiten energischer vorangetrieben.
Die in der UdSSR verfügbaren nuklearen Gefechtsköpfe hatten zum damaligen Zeitpunkt einen Durchmesser von ungefähr 800 mm. Für den Verschuss mit herkömmlichen Geschützen waren diese Gefechtsköpfe zu groß und zu schwer. Als Träger konnten daher nur Raketen eingesetzt werden. Das Waffensystem musste insgesamt eine hohe taktische Beweglichkeit haben und die Rakete innerhalb weniger Minuten einsatzbereit sein, daher kamen grundsätzlich nur Feststoffraketen in Frage. Die zum damaligen Zeitpunkt verfügbaren Trägheitsnavigationssysteme wiesen auf Entfernungen von rund 30 km – dies war die angenommene Einsatzreichweite – eine Genauigkeit von 500 bis 1000 m auf. Dieser Wert konnte jedoch auch einfacher mit ungelenkten Raketen erreicht werden. Eine Funkfernsteuerung erschien problematisch, da diese das System anfällig gegen Störungen gemacht hätte. Das bei der MGM-1 Matador eingesetzte Shanicle-Steuersystem (Short Range Navigation Vehicle) war zwar wesentlich genauer, erforderte jedoch eine Reihe bodengestützter Mikrowellen-Sender, die ein Funknetz zur Darstellung von Entfernung und Azimuth generierten, auf dessen Basis die Matador navigierte. Dieses Funknetz konnte jedoch nicht über gegnerischem Territorium errichtet werden, so dass hier wieder auf die Trägheitsnavigation zurückgegriffen werden musste. Bei einer Gefechtsfeldrakete, bei der sich der größte Teil der Flugbahn über gegnerischem Territorium befand, war dieses System nicht sinnvoll einzusetzen.
Im Jahr 1953 gab die Hauptverwaltung Artillerie (Главное артиллерийское управление МО, ГАУ) die Aufgabenstellung zur Entwicklung einer taktischen Rakete mit einer Reichweite von 50 km heraus. Die Entwicklung der taktischen Raketenkomplexe 2K1 Mars, 2K4 Filin und 2K6 Luna begann nahezu gleichzeitig und wurde parallel fortgeführt. In die Entwicklung des Waffensystems 2K1 Mars wurden verschiedene Konstruktionsbüros einbezogen. Der Treibstoff der Rakete wurde im Wissenschaftlichen Forschungsinstitut Nr. 125 (НИИ-125) in Ljuberzy entwickelt. (Das Konstruktionsbüro firmiert heute als Федеральный Центр Двойных Технологий Союз.) Die Entwicklung des Gefechtskopfes begann 1955 im Konstruktionsbüro KB-11 (КБ-11), heute Föderales Forschungsinstitut für Experimentalphysik (Всероссийский научно-исследовательский институт экспериментальной физики) in Sarow. Während im KB-11 die nuklearen Anteile des Gefechtskopfes entwickelt wurden, übernahm das Konstruktionsbüro KB-25 (КБ-25) die Entwicklung der übrigen Anteile. Die Entwicklungsarbeiten konnten 1957 abgeschlossen werden. 
1956 begannen die Entwicklungsarbeiten der Startfahrzeuge. Federführend war hier das Spezialkonstruktionsbüro SKB-3 (СКБ-3) des Zentralen Wissenschaftlichen Forschungsinstitutes ZNII-58 (ЦНИИ-58) unter der Leitung von Wassili Gawrilowitsch Grabin. Für das Waffensystem wurden mehrere Startrampen entwickelt. Die Startrampe S-121 (С-121) wurde von März 1957 bis Juli 1958 in Kapustin Jar zur Erprobung der Rakete eingesetzt. Die erste für den Truppeneinsatz entwickelte Variante S-122 (С-122) bestand aus mehreren Fahrzeugen. Die Startrampe S-119 (С-119) konnte ein Raketentriebwerk transportieren. Drei Triebwerke konnten auf dem Ladefahrzeug S-120 (С-120) mitgeführt werden. Vier Gefechtsköpfe wurden im Ladefahrzeug S-121 (С-121) mitgeführt. Nach der Montage des Gefechtskopfes an das Triebwerk konnte die Startrampe S-119 mit der gefechtsbereiten Rakete eine kurze Strecke bis in die Feuerstellung selbständig zurücklegen. Für die Startrampe wurden zwei Varianten der Startschiene entwickelt. Eine Version besaß eine gerade Startschiene, die zweite eine um 4° geneigte, welche die Rakete in die für die Stabilisierung notwendige Umdrehung versetzte. Für alle Fahrzeuge wurde ein auf dem PT-76 basierendes Fahrgestell genutzt. Die S-122 wurde von der Hauptverwaltung Artillerie abgelehnt. Die überarbeitet Variante S-122A (С-122A) kam mit zwei Fahrzeugen aus: der Startrampe S-199A (С-119A, GRAU-Index 2P2 (2П2)) und dem Transport-Ladefahrzeug S-120A (С-120A, GRAU-Index 2P3 (2П3)). Die Raketen konnten nun von beiden Fahrzeugen im startbereiten Zustand, also mit montierten Gefechtskopf, transportiert werden. Das Transport-Ladefahrzeug besaß nun auch einen Kran, was die Übernahme der Raketen erleichterte. Die Versuchsmuster der 2P2 und 2P3 wurden vom ZNII-58 hergestellt. Bei der Erprobung stellte sich jedoch heraus, dass das vorgegebene Gesamtgewicht der Startrampe überschritten worden war, auch zeigten sich zahlreiche weitere Mängel. Die Fahrzeuge wurden daher zur Überarbeitung an das ZNII-58 zurückgegeben. 
Im Konstruktionsbüro des Werkes Barrikady (Баррикады) in Stalingrad wurde eine weitere Version auf Basis des ZIL-135 entwickelt. Das System bestand aus der Startrampe Br-217 (Бр-217) und dem Transport-Ladefahrzeug Br-218 (Бр-218). Die Projektierungsphase konnte im September 1958 abgeschlossen werden. Auf Weisung des Verteidigungsministeriums wurde die Entwicklung jedoch abgebrochen. Grund war die geplante Übernahme in den Truppendienst 1960/61, die durch die Entwicklung nicht weiter verzögert werden sollte.
Im April 1957 wurden während der Erprobung in Kapustin Jar insgesamt 30 Raketen abgefeuert. Zwischen Juni und August dieses Jahres wurden die Raketen und die Startfahrzeuge erprobt. Das Waffensystem wurde am 20. März 1958 in die Bewaffnung der Sowjetarmee aufgenommen. Die abschließende Erprobung der Raketen fand im Juni und Juli 1958 wiederum in Kapustin Jar statt. Zwischen September und Dezember dieses Jahres wurden die ersten Versuchsmuster im  Werk Barrikady hergestellt, anschließend fand die Werkserprobung statt. Zwischen dem 30. Januar und dem 28. Februar 1959 fand die Erprobung der Waffensysteme 2K1 Mars und 2K6 Luna auf dem Schießplatz in Aginskoje unter tiefen Temperaturen statt. Zwischen 1959 und 1960 wurden im  Werk Barrikaden insgesamt je 25 Startrampen und Transport-Ladefahrzeuge hergestellt.

## Konstruktion

### Aufbau des Waffensystems
Das Waffensystem besteht aus:
- der Rakete 3R1 Sowa (3Р1 Сова)
- der Startrampe 2P2 (2П2),  Werksindex C-119A (С-119?)
- dem Transport-Ladefahrzeug 2P3 (2П3), Werksindex S-120A (С-120?)

Zum Waffensystem gehören weiterhin:
- die bewegliche technische Basis PRTB-1 Step (ПТРБ Степь)
- verschiedene Ausrüstungsgegenstände und Trainingsgeräte

### Rakete 3R1

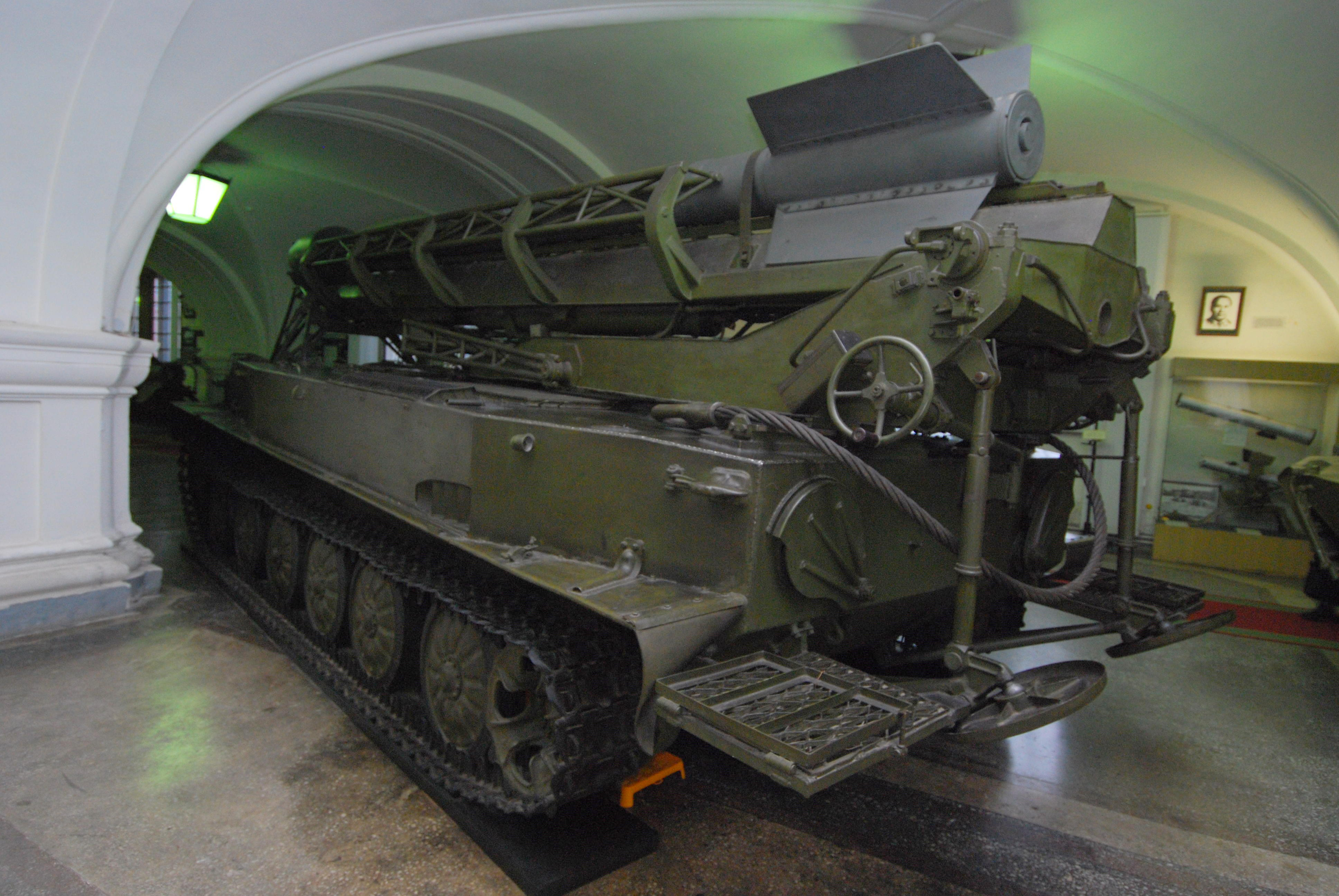
Heck der Rakete mit der Austrittsdüse des Marschtriebwerks

Die Rakete 3R1 Sowa ist eine einstufige, ungelenkte, drallstabilisierte Feststoffrakete. Die Rakete besteht aus dem Triebwerk und dem Gefechtskopf. Der Gefechtskopf befindet sich im vorderen Teil der Rakete, dahinter liegt das Triebwerk. Am Heck der Rakete befinden sich vier kreuzförmig angeordnete Stabilisierungsflächen.  
Das Triebwerk hat zwei Brennkammern. Die zwölf Düsen der vorderen Brennkammer sind zur Längsachse der Rakete geneigt, um den Abgasstrahl vom Rumpf der Rakete fernzuhalten. Die Düsen besitzen ebenfalls eine leichte Neigung gegenüber der Kursebene. Dadurch wird die Rakete in eine Umdrehung um ihre Längsachse versetzt, was den Flug stabilisiert. Beide Kammern werden beim Start der Rakete gleichzeitig gezündet. Als Treibstoff kommt NMF-2 (НМФ-2) zum Einsatz. Bei einer Außentemperatur von −40 °C liegt der Schub bei 13.600 kg, bei +16 °C 17.300 kg und bei +40 °C 17.400 kg. Das Triebwerk arbeitet nur auf den ersten 2.000 Metern der Flugstrecke. Die erreichte Maximalgeschwindigkeit liegt bei 531 m/s, im Ziel beträgt die Geschwindigkeit des Flugkörpers noch 350 m/s. Die Rakete hat eine minimale Reichweite von 8.000–10.000 m, die maximale Reichweite beträgt 17.500 m. Bei minimaler Reichweite beträgt die Treffergenauigkeit 770 m, bei maximaler Reichweite bei 200 m.
Die Rakete ist ungelenkt. Ihre Reichweite kann nur durch die Neigung der Startschiene der Startrampe verändert werden. Bei einer Neigung von 24° wird die minimale Reichweite der Rakete erreicht. Der Kurswinkel wird vor dem Start grob mit der Richtung der Startrampe festgelegt und durch Schwenken der Startschiene präzisiert.
Der Gefechtskopf der Rakete hat einen Durchmesser von 600 mm und ist damit deutlich größer als der Durchmesser des Triebwerkes. Während des Transportes und auf der Startrampe wird der Gefechtskopf mit einer elektrisch betriebenen Heizdecke abgedeckt, um die für die maximale Wirkung des Gefechtskopfes notwendige Temperatur zu erreichen bzw. zu halten. Konventionelle Gefechtsköpfe waren nicht verfügbar.
|                  | 3R1          |
| ---------------- | ------------ |
| Länge            | 9010–9043 mm |
| Durchmesser      | 324 mm       |
| Spannweite       | 969–976 mm   |
| Gewicht          | 1756–1760 kg |
| Gefechtskopf     |              |
| Typ Gefechtskopf | nuklear      |
| Durchmesser GK   | 600 mm       |
| Gewicht GK       | 565 kg       |

### Startrampe 2P2

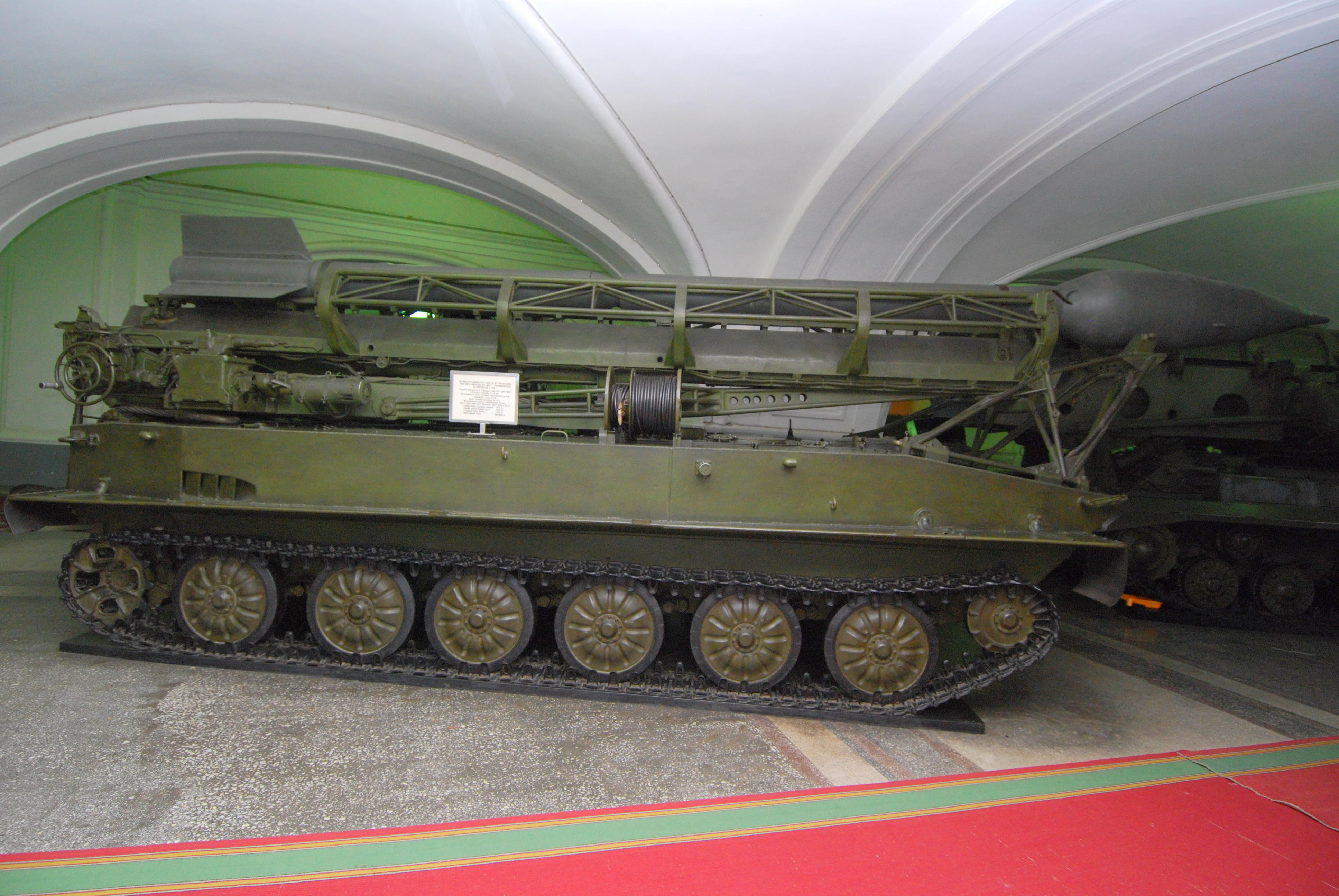
Startfahrzeug 2P2. Gut zu erkennen ist das Laufwerk ohne Stützrollen.

Das Startfahrzeug wurde aus dem schwimmfähigen Panzer PT-76 entwickelt. Laufwerk, Kraftübertragung und Triebwerk wurden praktisch unverändert übernommen.
Die grundsätzliche Konstruktion des Laufwerkes wurde beibehalten. Das Laufwerk hat auf jeder Seite fünf Laufrollen. Das Antriebsrad befindet sich jeweils hinten, das Leitrad, das auch zum Spannen der Kette dient, vorn. 
Der Sechszylinder-Dieselmotor  W-6 (russisch В-6) leistet 235 PS. Er ist längs im Heck eingebaut. Über die Hauptkupplung und eine kurze Kardanwelle wird das Wechselgetriebe angetrieben. Über die seitlich angeflanschten Lenkkupplungen mit Bremse, die Verteilergetriebe und die Seitenvorgelege werden die hinten liegenden Antriebsräder angetrieben. Gelenkt wird das Fahrzeug über Lenkhebel, welche die Lenkkupplungen aus- bzw. einkuppeln. Die Lenkkupplung ist eine Mehrscheiben-Trockenkupplung ohne Kupplungsbeläge, die Hauptkupplung eine Zweischeiben-Trockenkupplung mit Belägen. Die Bremsen sind als Summenbandbremsen ausgelegt.
Die Wanne blieb in ihrer Form im Vergleich zur 2P2 bzw. zum PT-76 unverändert. Die Plätze für die Besatzung befinden sich im Bug des Fahrzeuges, der Zugang erfolgt über zwei Luken auf der Wanne. Der Fahrer sitzt mittig auf der gedachten Längsachse des Fahrzeuges. Bei geschlossener Luke kann er das vor ihm liegende Gelände über Winkelspiegel beobachten. Auf dem hinteren Teil der Wanne ist die horizontal und vertikal schwenkbare Startschiene aufgesetzt. Die Höhenrichtmaschine befindet sich rechts, die Seitenrichtmaschine links von der Startschiene. Die Startschiene wird hydraulisch gehoben bzw. gesenkt. Sie stützt das Triebwerk der Rakete und den Gefechtskopf ab. Die Rakete wird durch zwei lange halbkreisförmige Klammern auf der Startschiene gehalten. Auf der Wanne sitzt links das Elektroaggregat, rechts die Kabeltrommel zum Anschluss des Startpultes.
Beim Start der Rakete stützt sich die Startrampe auf die Gleisketten und zwei Stützteller am Heck ab. Die Stützteller werden mechanisch gehoben und gesenkt. Während des Startes wird die Federung der Startrampe blockiert. Die Rakete kann mittels des tragbaren Startpultes aus dem Kampfraum oder einer abgesetzten Stellung gestartet werden.
Um die für den optimalen Wirkungsgrad des Kernsprengkopfes notwendige Temperatur zu erreichen bzw. zu halten, kann der Gefechtskopf mit einer Heizdecke elektrisch beheizt werden. Die notwendige Energie wird über das Elektroaggregat und einen Gleichstromgenerator bereitgestellt. Die Heizung des Gefechtskopfes wird mittels des Heizpultes kontrolliert bzw. gesteuert. 
Zur Führung des Fahrzeuges bei Nacht steht dem Fahrer das Nachtsichtgerät TWN-2B zur Verfügung. An Kommunikationsausrüstung sind das Panzerfunkgerät R-113 und die Bordsprechanlage R-120 vorhanden. Das Funkgerät arbeitet im Bereich von 20 bis 22,375 MHz mit einer Sendeleistung von 16 Watt. Damit kann eine  Reichweite von 20 km erzielt werden. 
Die Startrampe 2P2 entsprach dem technologischen Stand Mitte der 1950er-Jahre. Nachteilig waren die geringe Geschwindigkeit im Gelände und auf der Straße und der hohe Verschleiß des Kettenlaufwerkes, was Beweglichkeit und Verlegefähigkeit einschränkte. 
|                     | 2P2                                        |
| ------------------- | ------------------------------------------ |
| Länge               | 9.400 mm                                   |
| Breite              | 3.180 mm                                   |
| Höhe                | 3.050 mm                                   |
| Bodenfreiheit       | 400 mm                                     |
| Gewicht ohne Rakete | 16.441 kg                                  |
| Höhenrichtbereich   | +15° bis +60°                              |
| Seitenrichtbereich  | ±5°                                        |
| Reichweite          | 250 km (Straße)                            |
| Geschwindigkeit     | 20 km/h beladen / 30 bis 40 km/h unbeladen |
| Besatzung           | 3                                          |

### Transport-Ladefahrzeug 2P3
Auch das Transport-Ladefahrzeug 2P3 wurde aus dem schwimmfähigen Panzer PT-76 entwickelt. Laufwerk, Kraftübertragung und Triebwerk waren identisch zur 2P2. Anstelle der Startschiene waren auf dem Fahrzeug Halterungen für den Transport von zwei Raketen montiert. Das Transport-Ladefahrzeug besaß einen Kran, mit dessen Hilfe die Startrampe be- und entladen werden konnte.

### Bewegliche technische Basis PRTB-1Step
Die bewegliche technische Basis PRTB-1 Step (2U659) dient zum Transport nuklearer Gefechtsköpfe und der Trägermittel sowie der Montage der Gefechtsköpfe. Das ab 1959 eingeführte System wurde für die Raketenkomplexe 2K1 Mars, 2K4 Filin, 2K6 Luna, 2K10 Ladoga und 3M1 Onega entwickelt. Zusammen mit dem System 2K1 Mars wurden eingesetzt:
- das Fahrzeug zur Montage der Gefechtsköpfe 2U660 (2У660)
- das Transportfahrzeug 2U662 (2У662) zum Transport der Gefechtsköpfe
- das Transportfahrzeug 2U663 (2У663) zum Transport der Triebwerke bzw. der montierten Raketen
- verschiedene Hilfsfahrzeuge

Die Fahrzeuge 2U661 und 2U662 waren auf dem Fahrgestell des Lkw ZIL-157 aufgebaut.
Bei dem Transportfahrzeug 2U663 handelt es sich um einen Sattelzug, bestehend aus der Sattelzugmaschine ZIL-157W und einem einachsigen Sattelauflieger mit angetriebener Achse. Auf dem Auflieger können bis zu zwei Raketen bzw. Triebwerke transportiert werden. Das Fahrzeug besitzt keine Umschlageinrichtungen. Die nuklearen Gefechtsköpfe der transportierten Raketen können beheizt werden.
|               | 2U663    |
| ------------- | -------- |
| Länge         | 14.882mm |
| Breite        | 2.340 mm |
| Höhe          | 2.950 mm |
| Tragfähigkeit | 4,6 t    |

## Taktisch-technische Daten
Das Waffensystem entspricht dem technologischen Stand Mitte der 1950er-Jahre. Konzeptionell unterscheidet sie sich nicht von den anderen in der UdSSR und den USA in diesem Zeitraum entwickelten taktischen Raketen, in allen Fällen handelt es sich um ungelenkte Feststoffraketen. Die Rakete erreicht die Leistungen der nur kurze Zeit später in Dienst gestellten 2K6 Luna nicht, dies dürfte auch der Grund für die geringe Anzahl der hergestellten Systeme sein. Von den Leistungsdaten ist sie mit der amerikanischen MGR-3 Little John vergleichbar. Grundsätzlich stellte sich jedoch zu Beginn der 1960er-Jahre die Frage nach dem taktischen Nutzen von Raketen mit derart geringer Reichweite, lag diese doch deutlich unter der der großkalibrigen Artillerie, für die in diesem Zeitraum nukleare Artilleriegranaten verfügbar wurden.
|                  | 2K1 Mars        | 2K4 Filin       | 2K6 Luna        | MGR-1A Honest John | MGR-3 Little John |
| ---------------- | --------------- | --------------- | --------------- | ------------------ | ----------------- |
|                  | UdSSR           | UdSSR           | UdSSR           | USA                | USA               |
| Antrieb          | Feststoffrakete | Feststoffrakete | Feststoffrakete | Feststoffrakete    | Feststoffrakete   |
| Lenkverfahren    | ungelenkt       | ungelenkt       | ungelenkt       | ungelenkt          | ungelenkt         |
| Indienststellung | 1958            | 1958            | 1961            | 1954               | 1961              |
| Reichweite       | 17,5 km         | 25,7 km         | 45,0 km         | 24,8 km            | 18,2 km           |
| Gefechtskopf     | 10 kt           | 10 kt           | 50 kt           | 5–40 kt            | 1–10 kt           |
| CEP              | 770 m           | 1000 m          | 900 m           | –                  | –                 |

## Einsatz
Das Waffensystem war das erste taktische Raketensystem der sowjetischen Streitkräfte, mit dem Raketen mit nuklearen Gefechtsköpfen abgefeuert werden konnten. Am 20. März 1958, also noch vor Abschluss der Erprobungen, wurde es mit der Verfügung Nr. 328–199 des Ministerrates der UdSSR in die Bewaffnung der Sowjetarmee aufgenommen. Mit dieser Weisung wurde auch die Produktion von 25 Startrampen und 25 Transport-Ladefahrzeugen beschlossen. Diese Fahrzeuge wurden auch 1959/60 vom Werk Barrikady geliefert. Da aber zu diesem Zeitpunkt bereits abzusehen war, dass das System 2K6 Luna über wesentlich bessere Gefechtseigenschaften verfügte, wurde danach die Produktion eingestellt. Ab Mitte der 1960er-Jahre standen leistungsfähigere taktische Raketensysteme in ausreichender Anzahl zur Verfügung, so dass das System 2K1 in der Bewaffnung der Sowjetarmee abgelöst werden konnte. Bis 1970 waren alle Systeme 2K1 Mars aus der Bewaffnung der Sowjetarmee herausgelöst.